# Polo aquático no Campeonato Mundial de Esportes Aquáticos de 2009 - Feminino
O torneio feminino de polo aquático no Campeonato Mundial de Esportes Aquáticos de 2009 em Roma foi disputado entre 19 e 31 de julho no Central Stadium em Roma.
O torneio foi composto por dezesseis seleções divididas em quatro grupos de quatro.

## Formato da disputa
Na primeira fase, as equipes enfrentam as outras equipes de seu grupo uma única vez. Ao final das três rodadas, a primeira colocada de cada grupo se classifica direto para as quartas-de-final. As equipes que ocuparem a segunda e a terceira posições disputarão as oitavas-de-final. A quarta colocada de cada grupo disputará do 13º ao 16º lugares.

## Primeira fase
Todas as partidas seguem o fuso horário de Roma (CEST).

### Grupo A
| Seleção         | J | V | E | D | GM | GS | +/- | Pts |
| --------------- | - | - | - | - | -- | -- | --- | --- |
| HUN Hungria     | 3 | 3 | 0 | 0 | 36 | 17 | +19 | 6   |
| ITA Itália      | 3 | 2 | 0 | 1 | 36 | 21 | +15 | 4   |
| CHN China       | 3 | 1 | 0 | 2 | 45 | 27 | +18 | 2   |
| UZB Uzbequistão | 3 | 0 | 0 | 3 | 14 | 66 | -52 | 0   |

| 19 de julho 09:30 (Jogo 1) | súmula | China                                      | 7–10 | Hungria | Foro Italico Público: 300 |
| 19 de julho 09:30 (Jogo 1) | súmula | Pontuação por períodos: 2-2, 2-5, 1-3, 2-0 |      |         | Foro Italico Público: 300 |

| 19 de julho 21:00 (Jogo 8) | súmula | Uzbequistão                                | 3–20 | Itália | Foro Italico Público: 1300 |
| 19 de julho 21:00 (Jogo 8) | súmula | Pontuação por períodos: 1-2, 0-6, 0-8, 2-4 |      |        | Foro Italico Público: 1300 |

| 21 de julho 19:40 (Jogo 15) | súmula | Uzbequistão                                 | 6–28 | China | Foro Italico Público: 800 |
| 21 de julho 19:40 (Jogo 15) | súmula | Pontuação por períodos: 1-7, 4-7, 0-10, 1-4 |      |       | Foro Italico Público: 800 |

| 21 de julho 21:00 (Jogo 16) | súmula | Hungria                                    | 8–5 | Itália | Foro Italico Público: 2800 |
| 21 de julho 21:00 (Jogo 16) | súmula | Pontuação por períodos: 1-2, 2-2, 2-1, 3-0 |     |        | Foro Italico Público: 2800 |

| 23 de julho 17:00 (Jogo 21) | súmula | Uzbequistão                                | 5–18 | Hungria | Foro Italico Público: 300 |
| 23 de julho 17:00 (Jogo 21) | súmula | Pontuação por períodos: 2-4, 0-3, 0-4, 3-7 |      |         | Foro Italico Público: 300 |

| 23 de julho 21:00 (Jogo 24) | súmula | China                                      | 10–11 | Itália | Foro Italico Público: 3700 |
| 23 de julho 21:00 (Jogo 24) | súmula | Pontuação por períodos: 3-4, 3-3, 4-3, 0-1 |       |        | Foro Italico Público: 3700 |

### Grupo B
| Seleção            | J | V | E | D | GM | GS | +/- | Pts |
| ------------------ | - | - | - | - | -- | -- | --- | --- |
| RUS Rússia         | 3 | 3 | 0 | 0 | 48 | 23 | +25 | 6   |
| USA Estados Unidos | 3 | 2 | 0 | 1 | 41 | 25 | +16 | 4   |
| GRE Grécia         | 3 | 1 | 0 | 2 | 29 | 32 | -3  | 2   |
| KAZ Cazaquistão    | 3 | 0 | 0 | 3 | 16 | 54 | -38 | 0   |

| 19 de julho 10:50 (Jogo 2) | súmula | Rússia                                     | 14–9 | Grécia | Foro Italico Público: 400 |
| 19 de julho 10:50 (Jogo 2) | súmula | Pontuação por períodos: 3-1, 4-1, 4-5, 3-2 |      |        | Foro Italico Público: 400 |

| 19 de julho 12:10 (Jogo 3) | súmula | Estados Unidos                             | 19–6 | Cazaquistão | Foro Italico Público: 350 |
| 19 de julho 12:10 (Jogo 3) | súmula | Pontuação por períodos: 3-4, 6-1, 6-0, 4-1 |      |             | Foro Italico Público: 350 |

| 21 de julho 09:30 (Jogo 9) | súmula | Cazaquistão                                | 6–13 | Grécia | Foro Italico Público: 150 |
| 21 de julho 09:30 (Jogo 9) | súmula | Pontuação por períodos: 4-4, 0-3, 1-2, 1-3 |      |        | Foro Italico Público: 150 |

| 21 de julho 10:50 (Jogo 10) | súmula | Rússia                                     | 11–10 | Estados Unidos | Foro Italico Público: 300 |
| 21 de julho 10:50 (Jogo 10) | súmula | Pontuação por períodos: 4-4, 1-3, 4-3, 2-0 |       |                | Foro Italico Público: 300 |

| 23 de julho 18:20 (Jogo 22) | súmula | Rússia                                     | 23–4 | Cazaquistão | Foro Italico Público: 400 |
| 23 de julho 18:20 (Jogo 22) | súmula | Pontuação por períodos: 4-1, 6-1, 6-1, 7-1 |      |             | Foro Italico Público: 400 |

| 23 de julho 19:40 (Jogo 23) | súmula | Estados Unidos                             | 12–8 | Grécia | Foro Italico Público: 700 |
| 23 de julho 19:40 (Jogo 23) | súmula | Pontuação por períodos: 1-1, 3-0, 4-3, 4-4 |      |        | Foro Italico Público: 700 |

### Grupo C
| Seleção           | J | V | E | D | GM | GS | +/- | Pts |
| ----------------- | - | - | - | - | -- | -- | --- | --- |
| AUS Austrália     | 3 | 2 | 1 | 0 | 43 | 12 | +31 | 5   |
| CAN Canadá        | 3 | 2 | 1 | 0 | 38 | 17 | +21 | 5   |
| NZL Nova Zelândia | 3 | 1 | 0 | 2 | 22 | 31 | -9  | 2   |
| RSA África do Sul | 3 | 0 | 0 | 3 | 12 | 55 | -43 | 0   |

| 19 de julho 13:30 (Jogo 4) | súmula | Nova Zelândia                              | 12–5 | África do Sul | Foro Italico Público: 150 |
| 19 de julho 13:30 (Jogo 4) | súmula | Pontuação por períodos: 1-2, 5-0, 3-0, 3-3 |      |               | Foro Italico Público: 150 |

| 19 de julho 17:00 (Jogo 5) | súmula | Canadá                                     | 6–6 | Austrália | Foro Italico Público: 200 |
| 19 de julho 17:00 (Jogo 5) | súmula | Pontuação por períodos: 0-1, 2-3, 3-1, 1-1 |     |           | Foro Italico Público: 200 |

| 21 de julho 12:10 (Jogo 11) | súmula | Austrália                                  | 23–2 | África do Sul | Foro Italico Público: 300 |
| 21 de julho 12:10 (Jogo 11) | súmula | Pontuação por períodos: 4-1, 8-1, 6-0, 5-0 |      |               | Foro Italico Público: 300 |

| 21 de julho 13:30 (Jogo 12) | súmula | Nova Zelândia                              | 6–12 | Canadá | Foro Italico Público: 200 |
| 21 de julho 13:30 (Jogo 12) | súmula | Pontuação por períodos: 1-2, 1-1, 3-4, 1-5 |      |        | Foro Italico Público: 200 |

| 23 de julho 09:30 (Jogo 17) | súmula | Nova Zelândia                              | 4–14 | Austrália | Foro Italico Público: 200 |
| 23 de julho 09:30 (Jogo 17) | súmula | Pontuação por períodos: 2-3, 2-4, 0-2, 0-5 |      |           | Foro Italico Público: 200 |

| 23 de julho 10:50 (Jogo 18) | súmula | Canadá                                     | 20–5 | África do Sul | Foro Italico Público: 200 |
| 23 de julho 10:50 (Jogo 18) | súmula | Pontuação por períodos: 3-3, 6-1, 6-0, 5-1 |      |               | Foro Italico Público: 200 |

### Grupo D
| Seleção           | J | V | E | D | GM | GS | +/- | Pts |
| ----------------- | - | - | - | - | -- | -- | --- | --- |
| ESP Espanha       | 3 | 2 | 1 | 0 | 44 | 33 | +11 | 5   |
| NED Países Baixos | 3 | 2 | 1 | 0 | 34 | 28 | +6  | 5   |
| GER Alemanha      | 3 | 0 | 1 | 2 | 30 | 37 | -7  | 1   |
| BRA Brasil        | 3 | 0 | 1 | 2 | 25 | 35 | -10 | 1   |

| 19 de julho 18:20 (Jogo 6) | súmula | Alemanha                                   | 12–17 | Espanha | Foro Italico Público: 700 |
| 19 de julho 18:20 (Jogo 6) | súmula | Pontuação por períodos: 3-4, 3-1, 3-6, 3-6 |       |         | Foro Italico Público: 700 |

| 19 de julho 19:40 (Jogo 7) | súmula | Brasil                                     | 7–11 | Países Baixos | Foro Italico Público: 1000 |
| 19 de julho 19:40 (Jogo 7) | súmula | Pontuação por períodos: 3-3, 1-3, 2-5, 1-0 |      |               | Foro Italico Público: 1000 |

| 21 de julho 17:00 (Jogo 13) | súmula | Países Baixos                              | 15–15 | Espanha | Foro Italico Público: 500 |
| 21 de julho 17:00 (Jogo 13) | súmula | Pontuação por períodos: 4-6, 3-2, 3-4, 5-3 |       |         | Foro Italico Público: 500 |

| 21 de julho 18:20 (Jogo 14) | súmula | Alemanha                                   | 12–12 | Brasil | Foro Italico Público: 600 |
| 21 de julho 18:20 (Jogo 14) | súmula | Pontuação por períodos: 2-5, 4-2, 4-2, 2-3 |       |        | Foro Italico Público: 600 |

| 23 de julho 12:10 (Jogo 19) | súmula | Alemanha                                   | 6–8 | Países Baixos | Foro Italico Público: 200 |
| 23 de julho 12:10 (Jogo 19) | súmula | Pontuação por períodos: 0-4, 1-0, 3-3, 2-1 |     |               | Foro Italico Público: 200 |

| 23 de julho 13:30 (Jogo 20) | súmula | Brasil                                     | 6–12 | Espanha | Foro Italico Público: 200 |
| 23 de julho 13:30 (Jogo 20) | súmula | Pontuação por períodos: 2-5, 1-2, 1-3, 2-2 |      |         | Foro Italico Público: 200 |

## Segunda fase
|  | Play-off            | Play-off            |                     |                     | Quartas-de-final    | Quartas-de-final    |                     |                     | Semifinal           | Semifinal |  |  | Final | Final |
|  |                     |                     |                     |                     |                     |                     |                     |                     |                     |           |  |  |       |       |
|  |                     |                     |                     |                     | 27 de julho - 14:00 |                     |                     |                     |                     |           |  |  |       |       |
|  | 25 de julho - 15:30 |                     |                     |                     |                     |                     |                     |                     |                     |           |  |  |       |       |
|  | HUN Hungria         | 7                   |                     |                     |                     |                     |                     |                     |                     |           |  |  |       |       |
|  | HUN Hungria         | 7                   | CAN Canadá          | 13                  | 29 de julho - 16:50 | 29 de julho - 16:50 |                     |                     |                     |           |  |  |       |       |
|  |                     | CAN Canadá          | CAN Canadá          | 13                  | 29 de julho - 16:50 | 29 de julho - 16:50 | 9                   |                     |                     |           |  |  |       |       |
|  | GER Alemanha        | CAN Canadá          | 7                   |                     | CAN Canadá          | 8                   | 9                   |                     |                     |           |  |  |       |       |
|  | GER Alemanha        | 27 de julho - 15:20 | 7                   |                     | CAN Canadá          | 8                   |                     |                     |                     |           |  |  |       |       |
|  | 25 de julho - 16:50 | 25 de julho - 16:50 |                     | RUS Rússia          | 7                   |                     |                     |                     |                     |           |  |  |       |       |
|  | 25 de julho - 16:50 | 25 de julho - 16:50 | RUS Rússia          | RUS Rússia          | 7                   | 9                   |                     |                     |                     |           |  |  |       |       |
|  | NZL Nova Zelândia   | 7                   | RUS Rússia          |                     |                     | 9                   | 31 de julho - 21:00 | 31 de julho - 21:00 |                     |           |  |  |       |       |
|  | NZL Nova Zelândia   | 7                   |                     | NED Países Baixos   | 7                   |                     | 31 de julho - 21:00 | 31 de julho - 21:00 |                     |           |  |  |       |       |
|  | NED Países Baixos   | 9                   |                     | NED Países Baixos   | 7                   | CAN Canadá          | 6                   |                     |                     |           |  |  |       |       |
|  | NED Países Baixos   | 9                   | 27 de julho - 16:40 |                     |                     | CAN Canadá          | 6                   |                     |                     |           |  |  |       |       |
|  | 25 de julho - 21:00 | 25 de julho - 21:00 |                     | USA Estados Unidos  | 7                   |                     |                     |                     |                     |           |  |  |       |       |
|  | 25 de julho - 21:00 | 25 de julho - 21:00 | AUS Austrália       | USA Estados Unidos  | 7                   | 3                   |                     |                     |                     |           |  |  |       |       |
|  | ITA Itália          | 9                   | AUS Austrália       | 29 de julho - 21:00 | 29 de julho - 21:00 | 3                   |                     |                     |                     |           |  |  |       |       |
|  | ITA Itália          | 9                   |                     | 29 de julho - 21:00 | 29 de julho - 21:00 | GRE Grécia          | 4                   |                     |                     |           |  |  |       |       |
|  | GRE Grécia          | 10                  |                     | GRE Grécia          | 7                   | GRE Grécia          | 4                   | Disputa do 3º lugar | Disputa do 3º lugar |           |  |  |       |       |
|  | GRE Grécia          | 10                  | 27 de julho - 21:00 | GRE Grécia          | 7                   |                     |                     | Disputa do 3º lugar | Disputa do 3º lugar |           |  |  |       |       |
|  | 25 de julho - 11:40 | 25 de julho - 11:40 |                     | USA Estados Unidos  | 8                   |                     | 31 de julho - 16:00 | 31 de julho - 16:00 |                     |           |  |  |       |       |
|  | 25 de julho - 11:40 | 25 de julho - 11:40 | ESP Espanha         | USA Estados Unidos  | 8                   | 6                   | 31 de julho - 16:00 | 31 de julho - 16:00 |                     |           |  |  |       |       |
|  | CHN China           | 9                   | ESP Espanha         |                     |                     | 6                   | RUS Rússia          | 10                  |                     |           |  |  |       |       |
|  | CHN China           | 9                   |                     | USA Estados Unidos  | 9                   |                     | RUS Rússia          | 10                  |                     |           |  |  |       |       |
|  | USA Estados Unidos  | 12                  |                     | USA Estados Unidos  | 9                   | GRE Grécia          | 9                   |                     |                     |           |  |  |       |       |
|  | USA Estados Unidos  | 12                  |                     |                     |                     | GRE Grécia          | 9                   |                     |                     |           |  |  |       |       |

Decisão do 5º ao 8º lugares
|  | Decisão do 5º ao 8º lugares | Decisão do 5º ao 8º lugares |    |                     | Decisão do 5º lugar | Decisão do 5º lugar |  |
|  |                             |                             |    |                     |                     |                     |  |
|  | 29 de julho - 11:40         |                             |    |                     |                     |                     |  |
|  | HUN Hungria                 | 9                           |    |                     |                     |                     |  |
|  | NED Países Baixos           | 10                          |    |                     |                     |                     |  |
|  |                             |                             |    |                     |                     |                     |  |
|  |                             |                             |    |                     | 31 de julho - 10:40 |                     |  |
|  |                             |                             |    |                     | NED Países Baixos   | 12                  |  |
|  |                             | AUS Austrália               | 11 |                     |                     |                     |  |
|  |                             |                             |    |                     |                     |                     |  |
|  |                             |                             |    |                     |                     |                     |  |
|  |                             |                             |    |                     | Decisão do 7º lugar |                     |  |
|  | 29 de julho - 15:30         | 29 de julho - 15:30         |    | 31 de julho - 09:00 | 31 de julho - 09:00 |                     |  |
|  | AUS Austrália               | 7                           |    | HUN Hungria         | 11                  |                     |  |
|  | ESP Espanha                 | 6                           |    |                     | ESP Espanha         | 6                   |  |

Decisão do 9º ao 12º lugares
|  | Decisão do 9º ao 12º lugares | Decisão do 9º ao 12º lugares |   |                     | Decisão do 9º lugar  | Decisão do 9º lugar |  |
|  |                              |                              |   |                     |                      |                     |  |
|  | 27 de julho - 11:20          |                              |   |                     |                      |                     |  |
|  | ITA Itália                   | 9                            |   |                     |                      |                     |  |
|  | CHN China                    | 5                            |   |                     |                      |                     |  |
|  |                              |                              |   |                     |                      |                     |  |
|  |                              |                              |   |                     | 29 de julho - 10:20  |                     |  |
|  |                              |                              |   |                     | ITA Itália           | 12                  |  |
|  |                              | GER Alemanha                 | 3 |                     |                      |                     |  |
|  |                              |                              |   |                     |                      |                     |  |
|  |                              |                              |   |                     |                      |                     |  |
|  |                              |                              |   |                     | Decisão do 11º lugar |                     |  |
|  | 27 de julho - 12:40          | 27 de julho - 12:40          |   | 29 de julho - 09:00 | 29 de julho - 09:00  |                     |  |
|  | GER Alemanha                 | 8                            |   | CHN China           | 16                   |                     |  |
|  | NZL Nova Zelândia            | 7                            |   |                     | NZL Nova Zelândia    | 9                   |  |

Decisão do 13º ao 16º lugares
|  | Decisão do 13º ao 16º lugares | Decisão do 13º ao 16º lugares |    |                     | Decisão do 13º lugar | Decisão do 13º lugar |  |
|  |                               |                               |    |                     |                      |                      |  |
|  | 25 de julho - 09:00           |                               |    |                     |                      |                      |  |
|  | UZB Uzbequistão               | 4                             |    |                     |                      |                      |  |
|  | KAZ Cazaquistão               | 16                            |    |                     |                      |                      |  |
|  |                               |                               |    |                     |                      |                      |  |
|  |                               |                               |    |                     | 27 de julho - 10:00  |                      |  |
|  |                               |                               |    |                     | KAZ Cazaquistão      | 8                    |  |
|  |                               | BRA Brasil                    | 11 |                     |                      |                      |  |
|  |                               |                               |    |                     |                      |                      |  |
|  |                               |                               |    |                     |                      |                      |  |
|  |                               |                               |    |                     | Decisão do 15º lugar |                      |  |
|  | 25 de julho - 10:20           | 25 de julho - 10:20           |    | 27 de julho - 08:40 | 27 de julho - 08:40  |                      |  |
|  | RSA África do Sul             | 2                             |    | UZB Uzbequistão     | 16                   |                      |  |
|  | BRA Brasil                    | 16                            |    |                     | RSA África do Sul    | 9                    |  |

### Disputa do 13º ao 16º lugares
| 25 de julho 09:00 (Jogo 25) | súmula | Uzbequistão 4ºA                            | 4–16 | 4ºB Cazaquistão | Foro Italico Público: 150 |
| 25 de julho 09:00 (Jogo 25) | súmula | Pontuação por períodos: 0-5, 1-4, 1-3, 2-4 |      |                 | Foro Italico Público: 150 |

| 25 de julho 10:20 (Jogo 26) | súmula | África do Sul 4°C                          | 2–16 | 4ºD Brasil | Foro Italico Público: 250 |
| 25 de julho 10:20 (Jogo 26) | súmula | Pontuação por períodos: 1-7, 0-2, 1-3, 0-4 |      |            | Foro Italico Público: 250 |

### Oitavas-de-final
| 25 de julho 11:40 (Jogo 28) | súmula | China 3ºA                                  | 9–12 | 2ºB Estados Unidos | Foro Italico Público: 350 |
| 25 de julho 11:40 (Jogo 28) | súmula | Pontuação por períodos: 2-4, 3-3, 2-3, 2-2 |      |                    | Foro Italico Público: 350 |

| 25 de julho 15:30 (Jogo 29) | súmula | Canadá 2°C                                 | 13–7 | 3ºD Alemanha | Foro Italico Público: 500 |
| 25 de julho 15:30 (Jogo 29) | súmula | Pontuação por períodos: 4-1, 4-2, 3-2, 2-2 |      |              | Foro Italico Público: 500 |

| 25 de julho 16:50 (Jogo 30) | súmula | Nova Zelândia 3°C                          | 7–9 | 2ºD Países Baixos | Foro Italico Público: 500 |
| 25 de julho 16:50 (Jogo 30) | súmula | Pontuação por períodos: 2-1, 4-2, 0-2, 1-4 |     |                   | Foro Italico Público: 500 |

| 25 de julho 21:00 (Jogo 27) | súmula | Itália 2ºA                                 | 9–10 | 3ºB Grécia | Foro Italico Público: 3000 |
| 25 de julho 21:00 (Jogo 27) | súmula | Pontuação por períodos: 4-4, 2-1, 3-4, 0-1 |      |            | Foro Italico Público: 3000 |

### Decisão do 15º lugar
| 27 de julho 08:40 (Jogo 31) | súmula | Uzbequistão P 25                           | 16–9 | P 26 África do Sul | Foro Italico Público: 50 |
| 27 de julho 08:40 (Jogo 31) | súmula | Pontuação por períodos: 4-4, 5-1, 2-2, 5-2 |      |                    | Foro Italico Público: 50 |

### Decisão do 13º lugar
| 27 de julho 09:00 (Jogo 32) | súmula | Cazaquistão V 25                                                                 | 8–11 | V 26 Brasil | Foro Italico Público: 200 |
| 27 de julho 09:00 (Jogo 32) | súmula | Pontuação por períodos: 2-1, 0-2, 3-2, 1-1 Tempo extra: 0-0, 1-1 . Pênaltis: 1-4 |      |             | Foro Italico Público: 200 |

### Disputa do 9º ao 12º lugares
| 27 de julho 11:20 (Jogo 34) | súmula | Alemanha P 29                              | 8–7 | P 30 Nova Zelândia | Foro Italico Público: 500 |
| 27 de julho 11:20 (Jogo 34) | súmula | Pontuação por períodos: 2-3, 1-2, 1-0, 4-2 |     |                    | Foro Italico Público: 500 |

| 27 de julho 12:40 (Jogo 33) | súmula | Itália P 27                                | 9–5 | P 28 China | Foro Italico Público: 500 |
| 27 de julho 12:40 (Jogo 33) | súmula | Pontuação por períodos: 1-2, 4-1, 0-0, 4-2 |     |            | Foro Italico Público: 500 |

### Quartas-de-final
| 27 de julho 14:00 (Jogo 35) | súmula | Hungria 1ºA                                | 7–9 | V 29 Canadá | Foro Italico Público: 500 |
| 27 de julho 14:00 (Jogo 35) | súmula | Pontuação por períodos: 2-2, 2-2, 1-3, 2-2 |     |             | Foro Italico Público: 500 |

| 27 de julho 15:20 (Jogo 36) | súmula | Rússia 1ºB                                 | 9–7 | V 30 Países Baixos | Foro Italico Público: 600 |
| 27 de julho 15:20 (Jogo 36) | súmula | Pontuação por períodos: 2-1, 2-2, 3-1, 2-3 |     |                    | Foro Italico Público: 600 |

| 27 de julho 16:40 (Jogo 37) | súmula | Austrália 1°C                              | 3–4 | V 27 Grécia | Foro Italico Público: 500 |
| 27 de julho 16:40 (Jogo 37) | súmula | Pontuação por períodos: 1-2, 0-1, 1-0, 1-1 |     |             | Foro Italico Público: 500 |

| 27 de julho 21:00 (Jogo 38) | súmula | Espanha 1ºD                                | 6–9 | V 28 Estados Unidos | Foro Italico Público: 1000 |
| 27 de julho 21:00 (Jogo 38) | súmula | Pontuação por períodos: 3-2, 0-3, 1-2, 2-2 |     |                     | Foro Italico Público: 1000 |

### Decisão do 11º lugar
| 29 de julho 09:00 (Jogo 39) | súmula | China P 33                                 | 16–9 | P 34 Nova Zelândia | Foro Italico Público: 100 |
| 29 de julho 09:00 (Jogo 39) | súmula | Pontuação por períodos: 4-2, 5-2, 2-2, 5-3 |      |                    | Foro Italico Público: 100 |

### Decisão do 9º lugar
| 29 de julho 10:20 (Jogo 40) | súmula | Itália V 33                                | 12–3 | V 34 Alemanha | Foro Italico Público: 400 |
| 29 de julho 10:20 (Jogo 40) | súmula | Pontuação por períodos: 3-1, 2-1, 3-1, 4-0 |      |               | Foro Italico Público: 400 |

### Disputa do 5º ao 8º lugares
| 29 de julho 11:40 (Jogo 41) | súmula | Hungria P 35                               | 9–10 | P 36 Países Baixos | Foro Italico Público: 300 |
| 29 de julho 11:40 (Jogo 41) | súmula | Pontuação por períodos: 1-3, 1-2, 5-1, 2-4 |      |                    | Foro Italico Público: 300 |

| 29 de julho 15:30 (Jogo 42) | súmula | Austrália P 37                             | 7–6 | P 38 Espanha | Foro Italico Público: 700 |
| 29 de julho 15:30 (Jogo 42) | súmula | Pontuação por períodos: 3-0, 2-2, 1-2, 1-2 |     |              | Foro Italico Público: 700 |

### Semifinais
| 29 de julho 16:50 (Jogo 43) | súmula | Canadá V 35                                | 8–7 | V 36 Rússia | Foro Italico Público: 600 |
| 29 de julho 16:50 (Jogo 43) | súmula | Pontuação por períodos: 3-1, 1-1, 1-3, 3-2 |     |             | Foro Italico Público: 600 |

| 29 de julho 21:00 (Jogo 44) | súmula | Grécia V 37                                | 7–8 | V 38 Estados Unidos | Foro Italico Público: 1900 |
| 29 de julho 21:00 (Jogo 44) | súmula | Pontuação por períodos: 2-3, 1-2, 2-1, 2-2 |     |                     | Foro Italico Público: 1900 |

### Decisão do 7º lugar
| 31 de julho 09:00 (Jogo 45) | súmula | Hungria P 41                               | 11–6 | P 42 Espanha | Foro Italico Público: 250 |
| 31 de julho 09:00 (Jogo 45) | súmula | Pontuação por períodos: 4-3, 3-1, 3-1, 1-1 |      |              | Foro Italico Público: 250 |

### Decisão do 5º lugar
| 31 de julho 10:40 (Jogo 46) | súmula | Países Baixos V 41                         | 12–11 | V 42 Austrália | Foro Italico Público: 400 |
| 31 de julho 10:40 (Jogo 46) | súmula | Pontuação por períodos: 3-3, 3-3, 2-3, 4-2 |       |                | Foro Italico Público: 400 |

### Decisão do 3º lugar
| 31 de julho 16:00 (Jogo 47) | súmula | Rússia P 43                                | 10–9 | P 44 Grécia | Foro Italico Público: 800 |
| 31 de julho 16:00 (Jogo 47) | súmula | Pontuação por períodos: 3-2, 2-2, 2-4, 3-1 |      |             | Foro Italico Público: 800 |

### Final
| 31 de julho 21:00 (Jogo 48) | súmula | Canadá V 43                                | 6–7 | V 44 Estados Unidos | Foro Italico Público: 3000 |
| 31 de julho 21:00 (Jogo 48) | súmula | Pontuação por períodos: 2-1, 2-4, 1-0, 1-2 |     |                     | Foro Italico Público: 3000 |

## Classificação final
Após 48 jogos:
| Pos.              | País               |
| ----------------- | ------------------ |
| Medalha de ouro   | USA Estados Unidos |
| Medalha de prata  | CAN Canadá         |
| Medalha de bronze | RUS Rússia         |
| 4                 | GRE Grécia         |
| 5                 | NED Países Baixos  |
| 6                 | AUS Austrália      |
| 7                 | HUN Hungria        |
| 8                 | ESP Espanha        |
| 9                 | ITA Itália         |
| 10                | GER Alemanha       |
| 11                | CHN China          |
| 12                | NZL Nova Zelândia  |
| 13                | BRA Brasil         |
| 14                | KAZ Cazaquistão    |
| 15                | UZB Uzbequistão    |
| 16                | RSA África do Sul  |

## Premiações
Foram concedidos os seguintes prêmios:
| Artilheira - NED Iefke van Belkum (25 gols) Melhor goleira - CAN Rachel Riddell Melhor jogadora (MVP) - CAN Krystina Alogbo | Seleção do campeonato - CAN Rachel Riddell - USA Kami Craig - USA Heather Petri - NED Iefke van Belkum - CAN Krystina Alogbo - GRE Angeliki Gerolimou - ESP Blanca Gil |